# Copa América Feminina de Futsal
A Copa América Feminina de Futsal, oficialmente chamada de CONMEBOL Copa América Futsal Feminina é a principal competição entre seleções femininas de futsal da CONMEBOl. Fundada em 2005, era chamada de Campeonato Sul-Americano de Futsal Feminino) até a edição de 2015, que foi renomeada ao nome atual. 

## Resultados
| Ano           | Anfitrião    |          | Final  | Final         | Final          |        | Disputa do terceiro lugar | Disputa do terceiro lugar | Disputa do terceiro lugar |
| Ano           | Anfitrião    | Campeão  | Placar | Segundo lugar | Terceiro lugar | Placar | Quarto lugar              |                           |                           |
| ------------- | ------------ | -------- | ------ | ------------- | -------------- | ------ | ------------------------- | ------------------------- | ------------------------- |
| 2005 Detalhes | Barueri      | Brasil   | 13 - 0 | Equador       | Argentina      | 1 - 0  | Uruguai                   |                           |                           |
| 2007 Detalhes | Guayaquil    | Brasil   | 6 - 2  | Colômbia      | Venezuela      | 4 - 2  | Uruguai                   |                           |                           |
| 2009 Detalhes | Campinas     | Brasil   | 7 - 1  | Colômbia      | Venezuela      | 6 - 2  | Peru                      |                           |                           |
| 2011 Detalhes | Maracay      | Brasil   | 8 - 1  | Argentina     | Paraguai       | 4 - 2  | Venezuela                 |                           |                           |
| 2015 Detalhes | Canelones    | Colômbia | 4 - 2  | Uruguai       | Chile          | 5 - 3  | Argentina                 |                           |                           |
| 2017 Detalhes | Las Piedras  |          | Brasil | 3 - 0         | Colômbia       |        | Argentina                 | 3 - 0                     | Venezuela                 |
| 2019 Detalhes | Assunção     |          | Brasil | 4 - 1         | Argentina      |        | Colômbia                  | 2 - 1                     | Paraguai                  |
| 2023 Detalhes | Buenos Aires |          | Brasil | 2 - 0         | Argentina      |        | Colômbia                  | 0 - 0 (7-6 p.)            | Venezuela                 |
| 2025 Detalhes | Sorocaba     |          | Brasil | 3 - 0         | Argentina      |        | Colômbia                  | 4 - 1                     | Paraguai                  |

## Quadro de medalhas
| Ordem | País      | Medalha de ouro | Medalha de prata | Medalha de bronze | Total |
| ----- | --------- | --------------- | ---------------- | ----------------- | ----- |
| 1     | Brasil    | 8               | 0                | 0                 | 8     |
| 2     | Colômbia  | 1               | 3                | 3                 | 7     |
| 3     | Argentina | 0               | 4                | 2                 | 6     |
| 4     | Equador   | 0               | 1                | 0                 | 1     |
| 4     | Uruguai   | 0               | 1                | 0                 | 1     |
| 5     | Venezuela | 0               | 0                | 2                 | 2     |
| 6     | Paraguai  | 0               | 0                | 1                 | 1     |
| 6     | Chile     | 0               | 0                | 1                 | 1     |